# Pantani Fragneto
Pantani Fragneto è un sito archeologico paleolitico, risalente al periodo musteriano, scoperto nei pressi del monastero di Sant'Agostino, a Prata Sannita (CE).

## Storia
Nei pressi del monastero di Sant'Agostino, in località Pantani Fragneto, sono stati ritrovati materiali litici risalenti al periodo musteriano, di tecnica Levallois (ad esempio, raschiatoi, schegge, coltelli a dorso naturale, strumenti ad encoche, denticolati). I materiali sono esposti nella collezione "Preistoria e protostoria" del Museo archeologico nazionale di Napoli.